# فمینیسم نو
فمنیسم نو (انگلیسی: New feminism) شکلی از فمینیسم است که به‌جای برتری مردان بر زنان یا زنان بر مردان، بر کامل بودن یکپارچه زن و مرد تأکید می‌کند و از احترام به افراد از زمان لقاح تا مرگ طبیعی دفاع می‌کند.
فمینیسم نو، به‌عنوان شکلی متفاوت از فمینیسم، درحالی‌که بر ارزش و منزلت برابر هر دو جنس قائل است، از این ایده حمایت می‌کند که مردان و زنان دارای نقاط قوت، دیدگاه‌ها و نقش‌های متفاوتی هستند. از جمله مفاهیم اساسی آن این است که تفاوت‌های بیولوژیکی قابل توجه است و برابری جنسی را به خطر نمی‌اندازد. فمینیسم نو معتقد است که زنان باید در نقش خود به‌عنوان فرزندآور ارزش قائل شوند، و زنان افرادی هستند که ارزشی برابر با مردان دارند. و این‌که از نظر اجتماعی، اقتصادی و حقوقی با هم برابر هستند و باید تفاوت‌های جنسیتی را بپذیرند.
این اصطلاح ابتدا در دهه ۱۹۲۰ در بریتانیا برای تمایز فمینیست‌های نو از فمینیسم سنتی رأی‌طلب استفاده شد. این زنان که از آن‌ها با عنوان فمینیست‌های رفاه نیز یاد می‌شود، مانند افراد مخالف خود در آلمان در آن زمان، به نقش مادری اهمیت می‌دادند. فمینیست‌های نو به‌شدت به‌نفع اقداماتی مانند کمک‌هزینه‌های خانواده که مستقیماً به مادران پرداخت می‌شود، مبارزه کردند. آن‌هااز قوانین حمایتی در صنعت حمایت می‌کردند.
در سال‌های اخیر، این اصطلاح توسط فمینیست‌هایی احیا شده است که به فراخوان پاپ ژان پل دوم برای «فمینیسم نو» پاسخ داده و تقلید از مدل‌های «سلطه مردانه» را رد می‌کنند تا نبوغ زنان، جنبه زندگی اجتماعی و غلبه بر هرگونه تبعیض، خشونت و استثمار در هر کشور را تصدیق و تأیید کنند. ژان پل دوم فمینیسم نو را با طرفداری از زندگی و شخص به نبوغ زنانه پیوند می‌دهد و آن را در نامه‌ای با عنوان «شأن یک زن» که در مورد کرامت و حرفه زنان در سال ۱۹۸۸ نوشته شده است عنوان می‌کند. در بخش ۳۰ این نامه، ژان پل دوم زنان را دارای «نبوغی» معرفی کرد که به آن‌ها تعلق دارد و از آن‌ها خواست تا از آن برای بازگرداندن «احساس انسان‌ها در هر شرایطی» استفاده کنند.

## برای‌مطالعه‌بیشتر
- Women in Christ: Toward a New Feminism. Edited by Michele M. Schumacher. Cambridge, UK: Wm B. Eerdmans Publishing Co. , 2004.
- Woman as Prophet in the Home and the World: Interdisciplinary Studies. Edited by R. Mary Hayden Lemmons. Lanham: Lexington Books, 2016.
- The Theology of the Body: Human Love in the Divine Plan by John Paul II. Foreword by John Grabowski. Boston: Daughters of St. Paul, 1997.
- "Feminism is Not the Story of My Life" by Elizabeth Fox-Genovese
- Every Woman's Journey: Answering "Who Am I?" For the Feminine Heart by Katrina J. Zeno
- God's Call to Women: Messages of Wisdom and Inspiration, Edited by Christine Anne Mugridge. Ann Arbor: Servant Publications, 2003.
- Essays on Woman by Edith Stein (Sister Teresa Benedicta of the Cross Discalced Carmelite). 2nd ed. Translated by Freda Mary Oben. Washington DC: Institute of Carmelite Studies Publications, 1996.
- Wings & Dreams: 4 Elements of a New Feminism (Sophia Sirius Publishing) 2009. 1st Edition